# Eko Yuli Irawan
Eko Yuli Irawan (Tejosari, Metro [en], Lampungue, 24 de julho de 1989) é um halterofilista da Indonésia.

## Carreira
Conquistou a medalha de prata no Campeonato Mundial para juniores de 2006, com 269 kg no total combinado (levantou 120 kg no arranque e 149 no arremesso), na categoria até 56 kg. Ganhou o ouro no Campeonato Mundial para juniores de 2007, com 273 kg no total combinado, na categoria até 56 kg.
No Campeonato Mundial para seniores de 2007, Irawan ficou no terceiro lugar na categoria até 56 kg, com 278 kg (124+154), atrás do norte-coreano Cha Kum Chol (283 kg—128+155) e do chinês Li Zhen (283 kg—130+153). Nesse mesmo ano, ganhou medalha de ouro nos Jogos do Sudeste Asiático (283 kg).
Nos Jogos Olímpicos de Pequim, Irawan logrou um resultado de 288 kg, apenas atrás do chinês Long Qingquan (292 kg) e do vietnamita Hoàng Anh Tuấn (290 kg), na categoria até 56 kg.
Foi novamente campeão mundial júnior em 2009; no mundial para seniores, Irawan terminou em segundo (315 kg—140+175), na categoria até 62 kg, atrás de Ding Jianjun (316—146+170) e a frente de Yang Fan (314—144+170), ambos da China.
Ficou em quarto no Campeonato Mundial de 2010 e em terceiro nos Jogos Asiáticos de Cantão, na categoria até 62 kg.
Ele ganhou medalha de ouro na Universíada de 2011, com 310 kg no total, na categoria até 62 kg.
Nos Jogos Olímpicos de 2012, Irawan perdeu a prata para o colombiano Óscar Figueroa: ambos conseguiram o mesmo resultado (317 kg), mas Figueroa era 130 g mais leve. O ouro ficou com o norte-coreano Kim Un-Guk (327 kg).
Eko Irawan conquistou uma terceira medalha olímpica na Rio-2016, a prata na categoria até 62 kg.
No Campeonato Mundial de 2018, em Asgabate, Eko Irawan ganhou ouro no arranque, no arremesso e no total, tendo definido um recorde mundial no arremesso (174 kg) e dois no total (313, depois 317 kg) na nova categoria de peso até 61 kg.

## Quadro de resultados
| Ano                              | Lugar                                 | Categoria       | Marca (kg) / pos. | Marca (kg) / pos. | Marca (kg) / pos. | Ref.            |
| Ano                              | Lugar                                 | Categoria       | Arranque          | Arremesso         | Total             | Ref.            |
| Jogos Olímpicos                  | Jogos Olímpicos                       | Jogos Olímpicos | Jogos Olímpicos   | Jogos Olímpicos   | Jogos Olímpicos   | Jogos Olímpicos |
| -------------------------------- | ------------------------------------- | --------------- | ----------------- | ----------------- | ----------------- | --------------- |
| 2008                             | Pequim, China                         | –56 kg          | 130 / 2           | 158 / 3           | 288 /             | [ 22 ]          |
| 2012                             | Londres, Reino Unido                  | –62 kg          | 145 / 2           | 172 / 3           | 317 /             |                 |
| 2016                             | Rio de Janeiro, Brasil                | –62 kg          | 142 / 2           | 170 / 3           | 312 /             |                 |
| 2021                             | Tóquio, Japão                         | –61 kg          | 137 / 2           | 165 / 2           | 302 /             |                 |
| 2024                             | Paris, França                         | –61 kg          | 135 / 2           | NM                | —                 | [ 23 ]          |
| Campeonato Mundial               |                                       |                 |                   |                   |                   |                 |
| 2006                             | São Domingos, República Dominicana    | –56 kg          | 116 / 9           | 150 / 7           | 266 / 6           |                 |
| 2007                             | Chiang Mai, Tailândia                 | –56 kg          | 124 / 5           | 154 /             | 278 /             |                 |
| 2009                             | Goyang, Coreia do Sul                 | –62 kg          | 140 /             | 175 /             | 315 /             |                 |
| 2010                             | Antália, Turquia                      | –62 kg          | 140 / 5           | 172 /             | 312 / 4           |                 |
| 2011                             | Paris, França                         | –62 kg          | 139 / 4           | 171 /             | 310 /             |                 |
| 2014                             | Almati, Cazaquistão                   | –62 kg          | 141 / 4           | 175 /             | 316 /             |                 |
| 2015                             | Houston, Estados Unidos               | –62 kg          | 138 / 4           | 166 / 5           | 304 / 4           |                 |
| 2018                             | Asgabade, Turquemenistão              | –61 kg          | 143 /             | 174 /             | 317 /             |                 |
| 2019                             | Pattaya, Tailândia                    | –61 kg          | 140 /             | 166 / 4           | 306 /             |                 |
| 2022                             | Bogotá, Colômbia                      | –61 kg          | 135 /             | 165 /             | 300 /             |                 |
| 2023                             | Riade, Arábia Saudita                 | –67 kg          | 146 /             | 175 / 4           | 321 /             |                 |
| 2024                             | Manama, Barém                         | –67 kg          | 131 / 12          | 161 / 14          | 292 / 14          |                 |
| Campeonato Mundial Júnior        |                                       |                 |                   |                   |                   |                 |
| 2006                             | Hangzhou, China                       | –56 kg          | 120 /             | 149 /             | 269 /             |                 |
| 2007                             | Praga, República Checa                | –56 kg          | 120 /             | 153 /             | 273 /             |                 |
| 2009                             | Bucareste, Romênia                    | –62 kg          | 136 /             | 161 /             | 297 /             |                 |
| Universíada                      |                                       |                 |                   |                   |                   |                 |
| 2011                             | Shenzhen, China                       | –62 kg          | 140 / 1           | 170 / 1           | 310 /             |                 |
| Jogos Asiáticos                  |                                       |                 |                   |                   |                   |                 |
| 2006                             | Doha, Catar                           | –62 kg          | 121 / 5           | 150 / 5           | 271 / 6           | [ 24 ]          |
| 2010                             | Cantão, China                         | –62 kg          | 141 / 3           | 170 / 3           | 311 /             |                 |
| 2014                             | Incheon, Coreia do Sul                | –62 kg          | 142 / 4           | 166 / 3           | 308 /             |                 |
| 2018                             | Jacarta, Indonésia                    | –62 kg          | 141 / 1           | 170 / 1           | 311 /             |                 |
| 2023                             | Hangzhou, China                       | –67 kg          | 145 / 2           | NM                | —                 |                 |
| Campeonato Asiático              |                                       |                 |                   |                   |                   |                 |
| 2008                             | Kanazawa, Japão                       | –62 kg          | 135 /             | 170 /             | 305 /             |                 |
| 2019                             | Liampó, China                         | –61 kg          | 133 / 6           | 166 /             | 299 /             |                 |
| 2024                             | Tasquente, Usbequistão                | –61 kg          | DNS               | DNS               | —                 |                 |
| Jogos do Sudeste Asiático        |                                       |                 |                   |                   |                   |                 |
| 2007                             | Nakhon Ratchasima, Tailândia          | –56 kg          | 126 / 2           | 158 / 1           | 284 /             | [ 25 ]          |
| 2009                             | Vientiane, Laos                       | –62 kg          | 135 / 1           | 165 / 1           | 300 /             |                 |
| 2011                             | Jacarta-Palimbão, Indonésia           | –62 kg          | 136 / 1           | 166 / 1           | 302 /             |                 |
| 2013                             | Nepiedó, Mianmar                      | –62 kg          | 137 / 1           | 167 / 1           | 304 /             | [ 26 ]          |
| 2017                             | Kuala Lumpur, Malásia                 | –62 kg          | 140 / 1           | 166 / 2           | 306 /             |                 |
| 2019                             | Manila, Filipinas                     | –61 kg          | 140 / 1           | 169 / 2           | 309 /             | [ 27 ]          |
| 2022                             | Hanói, Vietnã                         | –61 kg          | 135 / 1           | 155 / 2           | 290 /             |                 |
| 2023                             | Phnom Penh, Camboja                   | –61 kg          | 133 / 1           | 170 / 1           | 303 /             |                 |
| Jogos Islâmicos da Solidariedade |                                       |                 |                   |                   |                   |                 |
| 2013                             | Palimbão, Indonésia                   | –62 kg          | 134 / 1           | 165 / 1           | 299 /             | [ 28 ]          |
| 2017                             | Bacu, Azerbaijão                      | –62 kg          | 140 / 1           | 150 / 2           | 290 /             |                 |
| Outras                           |                                       |                 |                   |                   |                   |                 |
| 2011                             | Fuquiém, China China IWF Grand Prix   | –62 kg          | 130 /             | 166 /             | 296 /             |                 |
| 2019                             | Fucheu, China IWF World Cup           | –61 kg          | 136 /             | 161 /             | 297 /             |                 |
| 2020                             | Rasht, Irã 5th International Fajr Cup | –67 kg          | 138 /             | 172 /             | 310 /             | [ 29 ]          |
| 2023                             | Havana, Cuba IWF Grand Prix I         | –67 kg          | 145 /             | 176 /             | 321 /             |                 |
| 2023                             | Doha, Catar IWF Grand Prix II         | –61 kg          | 136 /             | NM                | —                 |                 |
| 2024                             | Phuket, Tailândia IWF World Cup       | –61 kg          | 133 /             | NM                | —                 |                 |

1. ↑  Edição de 2020 realizada em 2021
2. ↑  Edição de 2022 realizada em 2023
3. ↑  Edição de 2021 realizada em 2022

NM = Sem marca (No mark)
DNS = Não largou (Did not start)